# جونجونو

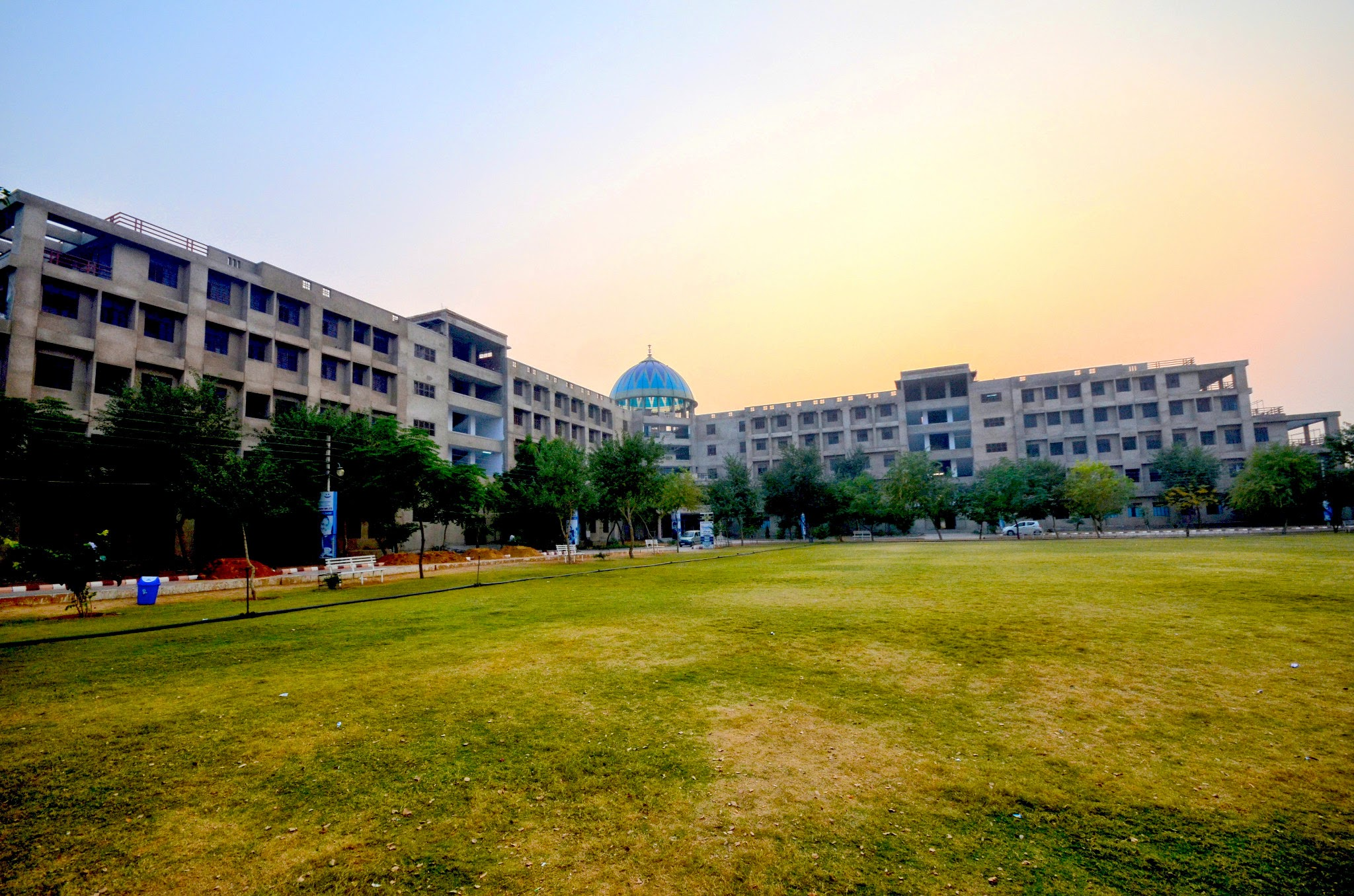

جونجونو یک شهر و مرکز اداری ناحیه جونجونو در ایالت راجستان هند است. این شهر در ایالت شمالی راجستان هند و مقر اداری منطقه جونجونو است.

## حمل و نقل
ریل
جونجونو در قلمرو راه‌آهن شمال غربی قرار دارد. شهر جونجونو از طریق یک خط پهن به سیکار، ریواری و دهلی متصل است. سورش پرابهو، وزیر راه‌آهن، دو قطار را به نشانه تکمیل ۲۰۰ میلیون روپیه پیاده کرد.
هوا
نزدیکترین فرودگاه به شهر جونجونو فرودگاه بین‌المللی جیپور است.

## اطلاعات جمعیتی
در سرشماری سال ۲۰۱۱ هند، شهر جونجونو ۱۱۸۴۷۳ نفر جمعیت و نرخ باسوادی ۷۳٫۵۸ درصد داشت.